# 五十猛神
五十猛神（イタケルノミコト/イソタケルノミコト）は、日本神話に登場する神。イザナギ・イザナミの子であるスサノオの子で、オオヤツヒメ・ツマツヒメ（大屋津姫命、枛津姫命）は妹。また、イザナギ・イザナミの子大屋毘古神（禍津日神と同一神とされる）とは別神であるが、同一神とされることもある。

## 名
「イタケル」「イソタケル」と読み方は神社により異なり統一されておらず、紀伊国 一宮である伊太祁曽神社はその御由緒でイソタケルは誤りでイタケルだと明記している。　一方で、五十猛の上陸伝承のある石見国五十猛村（現在の島根県大田市五十猛町）が好字二字令により726年（神亀3年）に改称された際には「磯竹」の字が当てられており、少なくとも奈良時代以降はイソタケルが主流になっていたことが示唆されている。
また、射楯神（いたてのかみ）とも呼ばれる。

## 神格
林業の神として信仰されている（『日本書紀』、『先代旧事本紀』）。紀伊は古来林業の盛んな地であったので、それらの人々が信仰していた神と考えられる。
また、土の船を作り海を渡ったことから、造船、航海安全、大漁の神として信仰され、商売繁盛、開運招福、悪疫退散、厄除け等の神徳もある。
紀伊国（かつては「木の国」と言った）に祀られているとの記述と『先代旧事本紀』分注に「亦云 大屋彦神」とあることから、『古事記』で大穴牟遅神（オオナムジ、後の大国主）がその元に逃げ込んだ木国の大屋毘古神と同一神とされる。

## 子孫
- 辛嶋氏 - 豊国の氏族。当初は香春岳山麓に住み、その後大貞薦神社（現在の中津市）で神官もしくは巫女を務めていたとされている。大神比義命とともに宇佐神宮の前身の社を建立した。

## 文献
『日本書紀』『先代旧事本紀』に登場する。『古事記』に登場する大屋毘古神（オホヤビコ）と同一神とされる。

### 日本書紀
『日本書紀』 卷第一 で『ヤマタノオロチ退治が述べられている第八段第四の一書において
一書曰 素戔嗚尊所行無状 故諸神 科以千座置戸 而遂逐之 是時 素戔嗚尊 帥其子五十猛神 降到於新羅國 居曾尸茂梨之處 乃興言曰 此地吾不欲居 遂以埴土作舟 乘之東渡 到出雲國簸川上所在 鳥上之峯 時彼處有呑人大蛇 素戔嗚尊 乃以天蠅斫之劔 斬彼大蛇 時斬蛇尾而刃缺 即擘而視之 尾中有一神劔 素戔嗚尊曰 此不可以吾私用也 乃遺五世孫天之葺根神 上奉於天 此今所謂草薙劔矣 初五十猛神 天降之時 多將樹種而下 然不殖韓地、盡以持歸 遂始自筑紫 凡大八洲國之内、莫不播殖而成青山焉 所以 稱五十猛命 爲有功之神 即紀伊國所坐大神是也
とあり天（『古事記』では高天原）を追放された素戔嗚尊とともに新羅曽尸茂梨に天降り、スサノオがこの地吾居ること欲さず（「乃興言曰 此地吾不欲居」）と言ったので、一緒に埴土船で渡って出雲斐伊川上の鳥上峯に至ったとある。五十猛神が天降る際に多くの樹木の種を持っていたが、新羅には植えずに全てを持ってきて、九州からはじめて大八洲国に植えたので、青山に被われる国となったという。
同段の第五の一書では、
一書曰 素戔嗚尊曰 韓郷之嶋 是有金銀 若使吾兒所御之國 不有浮寶者 未是佳也 乃拔鬚髯散之 即成杉 又拔散胸毛 是成檜 尻毛是成柀 眉毛是成櫲樟 已而定其當用 乃稱之曰 杉及櫲樟 此兩樹者 可以爲浮寶 檜可以爲瑞宮之材 柀可以爲顯見蒼生奥津棄戸將臥之具 夫須噉八十木種 皆能播生 于時 素戔嗚尊之子 號曰五十猛命 妹大屋津姫命 次枛津姫命 凡此三神 亦能分布木種 即奉渡於紀伊國也 然後 素戔嗚尊 居熊成峯 而遂入於根國者矣棄戸 此云須多杯 柀 此云磨紀
とあり素戔嗚尊が鬚髯から杉、胸毛から檜、尻毛から槇と榧、眉毛から楠など体毛を抜いて作った各種の樹木を、二柱の妹神（大屋津姫命と枛津姫命）とともに全国に植えたとある。
どちらの一書でも、今は紀伊に祀られているとしている。
なお出雲の伝説ではスサノオらの上陸地点は出雲国に近い石見国・五十猛の海岸であるといわれ、ここから出雲国へと向かったとされている。

### 先代旧事本紀
日本紀講筵の際提出された偽書とされる『先代旧事本紀』巻第四 地祇本紀の記述は以下のとおり。
素戔烏尊率其子 五十猛神 降到於新羅曾尸茂梨之處矣 曾尸茂梨之處 纂疏新羅之地名也 按倭名鈔高麗樂曲有蘇志摩利 疑其地風俗之歌曲乎 乃興言曰 此地吾不欲居 遂以埴土作船 乘之東渡 到于出雲國簸之河上與安藝國可愛之河上所在鳥上峰矣（ヤマタノオロチ退治省略）素戔烏尊居熊成峰而遂入於根國矣 兒 五十猛神天降之時 多將八十樹種須噉子樹種而不殖韓地 盡以持歸 遂始自筑紫 於大八洲之内 莫不殖播而成青山矣 所謂五十猛命 為有功之神 則紀伊國所坐大神是也 一説曰 素戔烏尊之子 號曰 五十猛命 妹 大屋姫命 次 抓津姫命 凡三神 亦能分布八十木種 則奉渡於紀伊國 及此國所祭之神是也
素戔烏尊 此尊與天照太神共誓約（中略）次 五十猛命 亦云 大屋彦神 次 大屋姫神 次 抓津姫神 已上三柱 並坐 紀伊國 則紀伊國造齋祠神也